# Yokusan seijikai
La Asociación Política de Apoyo al Régimen Imperial (翼賛政治会, Yokusan seijikai), abreviado como Yokuseikai, era el ala política de la Asociación Política de Apoyo al Régimen Imperial y un caucus conjunto de la Cámara de Representantes y la Cámara de los Pares que existió entre el 20 de mayo de 1942 y el 30 de marzo de 1945. .
En la historia japonesa, la Asociación Política de Apoyo al Régimen Imperial estableció el sistema de "un país, un partido".

## Historia
Aunque los candidatos que recibieron el respaldo del Yokuseikai y su Yokusan Sonendan ganaron una mayoría dominante en las elecciones del 30 de abril de 1942, 85 candidatos sin respaldo que criticaron al gabinete del primer ministro Hideki Tojo también fueron elegidos. Tojo, que estaba preocupado por esto, invitó a 70 representantes del mundo político, la comunidad empresarial y la prensa a formar el Comité de Preparación para la Consolidación Política de la Asistencia de la Regla Imperial el 7 de mayo y nombró a su presidente Masatsune Ogura, un exministro de finanzas del Grupo Sumitomo. Luego se unieron siete miembros más, incluidos cinco miembros activos del gabinete. A partir de estos 77, se anunció una lista de miembros, una plataforma y reglas el 14 de mayo y los voluntarios interesados enviaron notas que solicitaban la participación en una nueva organización propuesta a hombres prominentes de la sociedad japonesa, mientras mantenían la fachada de una organización. Sin embargo, en realidad, la Liga de Miembros de la Dieta de Apoyo al Régimen Imperial, el afiliado del Yokuseikai en la Cámara de Representantes y el cuerpo de padres de los candidatos aprobados en las últimas elecciones, simplemente se disolvió y formó el núcleo del nuevo grupo. El Ministerio del Interior también reveló sus planes para certificar de inmediato el estado del nuevo grupo como organización política, pero en contraste con ordenar la disolución de todos los otros comités parlamentarios, como la Asociación de Fraternidad de Ichiro Hatoyama y otros, que habían sido formados por los candidatos no endosados después de la elección previa. No se reconocieron grupos sucesores, y debido a eso, a menos que los representantes elegidos se afiliaran al nuevo grupo, sería imposible una mayor actividad política.
Y así, a partir del trabajo del Comité de Preparación para la Consolidación Política del Apoyo al Régimen Imperial, la nueva Asociación Política de Asistencia de la Regla Imperial se estableció el 20 de mayo. Su primer presidente fue el ex primer ministro Nobuyuki Abe, jefe del consejo del Yokuseikai para respaldar a los candidatos en las últimas elecciones. De los 466 miembros de la Cámara de Representantes, se unieron 458, todos excepto dos miembros que fueron procesados por delitos penales y seis miembros del grupo Tohokai que lucharon contra la disolución. Tres días después, el Tohokai también se vio obligado a disolverse y todos sus miembros terminaron por integrarse por la fuerza en la Asociación Política de Apoyo al Régimen Imperial. Incluso en la Cámara de los Pares, donde la adhesión era voluntaria y se permitía la membresía de facto en duelos en grupos preexistentes, 326 de los 411 miembros se unieron a la Asociación Política de Apoyo al Régimen Imperial Imperial. Sin embargo, debido a que las asambleas de la Cámara de los Pares estaban muy unidas y no se suponía que participaran en actividades políticas, y teniendo en cuenta el papel tradicional de la Cámara de los Pares desde su establecimiento de defender los intereses del gobierno, Japón se había involucrado más o menos coloque el sistema "un país, un partido".
La plataforma del Yokuseikai  exigió la concentración de fuerzas políticas en todo el país, una estrecha cooperación con el Yokuseikai  y la creación del llamado "Parlamento de Apoyo al Régimen Imperial" que une a todas las facciones. Debido al hecho de que esta plataforma se aprobó rápidamente sin enmiendas como parte de la legislación patrocinada por el gobierno, los miembros de la Dieta Imperial estaban obligados a cooperar en el enjuiciamiento de la guerra. Se estableció un consejo ejecutivo compuesto por 29 miembros como el órgano más alto de la organización. Los miembros que no pertenecían a la Dieta, como Aiichiro Fujiyama, ocupaban la mayoría de los puestos, pero al mismo tiempo los miembros permanentes que llevaban a cabo los procedimientos en la Dieta Imperial comprendían siete miembros de cada cámara de la legislatura. De la Cámara de Representantes, Yonezo Maeda, Tadao Oasa, Ryūtarō Nagai y Tatsunosuke Yamazaki estaban entre los elegidos y los de la Cámara de los Pares incluían a Fumio Gotō, Takuo Godo, Sotaro Ishiwata y Nagakage Okabe.
Luego, para lograr el objetivo que se mantuvo en la plataforma del partido de establecer un "Parlamento de Apoyo al Régimen Imperial", se otorgaron amplios poderes a los miembros permanentes del consejo ejecutivo y a los miembros de la Dieta que criticaban el gabinete de Tojo, incluidos aquellos acababan de ser absorbidos por otros grupos y se les privaba de su derecho a hablar tanto dentro de la Dieta como dentro del Yokuseikai. Y, sin embargo, al mismo tiempo, aunque se decía que presidía un "Parlamento de Apoyo al Régimen Imperial", el Yokuseikai  también incluía elementos de un "partido general", y el gabinete de Tojo y los militaristas descubrieron que no siempre era un sello de goma flexible y todavía provocaría conflictos con ellos. Tratando de evitar tales conflictos y mantener la fachada de la unidad nacional, Tojo y los militares no tuvieron más remedio que dejar que los miembros permanentes del consejo ejecutivo ingresen al gabinete y pedir su cooperación mientras prestan atención a sus deseos en la toma de decisiones. proceso sobre políticas internas.
Sin embargo, la actividad de facciones en la Cámara de Representantes pronto comenzó a manifestarse reflejando la de los viejos partidos como Rikken Seiyukai y Rikken Minseito. Los conflictos por la política terminaron siendo provocados incluso por asambleístas por primera vez que ganaron las elecciones en 1942, incluidos los miembros del Cuerpo de Jóvenes Imperiales de Apoyo al Régimen Imperial que fueron producto del sistema de un solo partido, así como la extrema derecha establecida como Bin Akao y Ryoichi Sasakawa que se mostraron escépticos sobre el nuevo sistema. Además, para evitar la promoción de la desunión, el Yokuseikaino tenía sus propias sucursales regionales, que en cambio se dejaban al Yokuseikai, pero esto significaba que no sería posible hacer campaña para las próximas elecciones. Aunque hubo agitación por una fusión con las operaciones locales del Yokuseikai, esto fue anulado por la oposición del primer ministro Tojo. Luego, en junio de 1943, seis miembros de la Cámara de Representantes, incluidos Ichiro Hatoyama y Seigo Nakano, terminaron separándose del Yokuseikai.
Aun así, mientras el gabinete de Tojo continuó, el "Parlamento de Apoyo al Régimen Imperial" y la Asociación Política que lo apoyó mantuvieron el sistema sólido por un tiempo. Sin embargo, en julio de 1944, el Gobernador General de Corea, Kuniaki Koiso, sucedió a Tojo como primer ministro y cuando Nobuyuki Abe fue nombrado gobernador general en lugar de Koiso, el cargo de presidente del Yokuseikai cayó en agosto al excomandante en jefe. de la flota combinada Seizo Kobayashi. Después de eso, los alquileres comenzaron a desarrollarse dentro de la Asociación. Mientras se abrigaban dudas sobre sus habilidades de liderazgo, Kobayashi fue nombrado Ministro de Estado por el gabinete de Koiso en diciembre de 1944 y Koiso ordenó una reestructuración del Yokuseikai y el Taisei Yokusankai en preparación para la esperada invasión de Japón. Koiso y Kobayashi establecieron una política para disolver el Yokuseikai, el Taisei Yokusankai y el Yokusan Sonendan, y reemplazarlos con un nuevo partido que integre completamente a toda la nación, incluida la integración de las ramas regionales del Yokuseikai. Si bien esta política para formar un nuevo partido fue rápidamente aceptada por una reunión de miembros de la Dieta el 20 de enero de 1945 y fue anunciada formalmente por el presidente Kobayashi el 12 de febrero, los miembros principales del y los miembros de la Dieta pertenecientes al Imperio la anunciaron formalmente al Yokusan Sonendan que como facciones minoritarias fueron excluidas del proceso de toma de decisiones.
Luego quedó claro que Nobusuke Kishi, junto con los disidentes que no estaban satisfechos con el presidente Kobayashi, estaba elaborando un plan para promover a Yosuke Matsuoka como nuevo presidente. Debido a esto, el Yokuseikai fue arrojado a la agitación desde el interior, y los disidentes junto con los miembros de la Dieta del Cuerpo de Jóvenes Imperiales de Apoyo al Régimen Imperial que se opusieron a Kobayashi declararon su secesión uno por uno. En respuesta, Kobayashi renunció como Ministro de Estado el 1 de marzo e hizo todo lo posible para aplacar a sus oponentes y organizar el nuevo partido, pero en el momento de la fundación del comité de preparación del nuevo partido el 8 de marzo, el plan ya estaba en ruinas. Los miembros de la dieta del Cuerpo de Jóvenes Imperiales de Asistencia de la Regla Imperial dijeron que no participarían en el Yokuseikai o su sucesor y en su lugar formaron la Asociación de la Dieta de Apoyo al Régimen Imperial el 10 de marzo y los disidentes de Kishi hicieron lo mismo el 11 de marzo y formaron la Asociación para la Defensa del Patria. Observando esta situación, la Cámara de los Compañeros también decidió optar por no unirse al nuevo partido y aunque el Yokuseikai  finalmente se disolvió el 30 de marzo de 1945 y fue reemplazado por la Asociación Política del Gran Japón bajo la presidencia de Jiro Minami, el "un país, un partido" El sistema del "Parlamento de Apoyo al Régimen Imperial" se había derrumbado efectivamente y Japón terminaría perdiendo la guerra.

## Lista de presidentes delYokuseikai
|   | Presidente | Presidente      | Notas                                                               |
| - | ---------- | --------------- | ------------------------------------------------------------------- |
| 1 |            | Nobuyuki Abe    | Ex primer ministro, General del ejército (en reserva)               |
| 2 |            | Seizo Kobayashi | Exgobernador General de Taiwán, Almirante de la Armada (en reserva) |